# Oratore ufficiale della cerimonia di insediamento dei Capitani Reggenti
L'oratore ufficiale della cerimonia di insediamento dei capitani reggenti della Repubblica di San Marino, che si tiene ogni sei mesi il 1º aprile ed il 1º ottobre, è una personalità estera di spicco, presentata dal Segretario di Stato per gli Affari Esteri e chiamata a officiare un discorso per la presentazione del mandato semestrale dei due Capi di Stato.
Gli oratori più illustri vengono sovente insigniti dell'onorificenza di Cavaliere di Gran Croce dell'Ordine di Sant'Agata.

## Elenco
| Data            | Capitani Reggenti                           | Oratore ufficiale          | Ruolo                                                                            | Fonte  |
| --------------- | ------------------------------------------- | -------------------------- | -------------------------------------------------------------------------------- | ------ |
| 1º ottobre 2025 |                                             | Maroš Šefčovič             | Commissario europeo per il commercio                                             | [ 2 ]  |
| 1º aprile 2025  | Denise Bronzetti Italo Righi                | Donatella Sciuto           | Rettrice del Politecnico di Milano                                               | [ 3 ]  |
| 1º ottobre 2024 | Francesca Civerchia Dalibor Riccardi        | Marco Impagliazzo          | Presidente della Comunità di Sant'Egidio                                         | [ 4 ]  |
| 1º aprile 2024  | Alessandro Rossi Milena Gasperoni           | Ian Borg                   | Ministro degli Esteri di Malta                                                   | [ 5 ]  |
| 1º ottobre 2023 | Filippo Tamagnini Gaetano Troina            | Duarte Pacheco             | Presidente dell'Unione Interparlamentare                                         | [ 6 ]  |
| 1º aprile 2023  | Alessandro Scarano Adele Tonnini            | Paul Richard Gallagher     | Segretario per i Rapporti tra Stati della Santa Sede                             | [ 7 ]  |
| 1º ottobre 2022 | Maria Luisa Berti Manuel Ciavatta           | Marija Pejčinović Burić    | Segretaria generale del Consiglio d'Europa                                       | [ 8 ]  |
| 1º aprile 2022  | Oscar Mina Paolo Rondelli                   | Marta Cartabia             | Ministra della giustizia della Repubblica Italiana                               | [ 9 ]  |
| 1º ottobre 2021 | Francesco Mussoni Giacomo Simoncini         | Alojz Kovšca               | Presidente del Consiglio nazionale sloveno                                       | [ 10 ] |
| 1º aprile 2021  | Gian Carlo Venturini Marco Nicolini         | Angelo Borrelli            | Capo del Dipartimento della protezione civile italiana                           | [ 11 ] |
| 1º ottobre 2020 | Alessandro Cardelli Mirko Dolcini           | Ignazio Cassis             | Capo del Dipartimento Federale degli Affari Esteri della Confederazione elvetica | [ 12 ] |
| 1º aprile 2020  | Alessandro Mancini Grazia Zafferani         | Guido Cerboni              | Ambasciatore d'Italia a San Marino, vice decano del Corpo Diplomatico            | [ 13 ] |
| 1º ottobre 2019 | Luca Boschi Mariella Mularoni               | Gabriela Cuevas Barron     | Senatrice messicana, presidente dell'Unione Interparlamentare                    | [ 14 ] |
| 1º aprile 2019  | Nicola Selva Michele Muratori               | Tedros Adhanom Ghebreyesus | Direttore generale dell'Organizzazione Mondiale della Sanità                     | [ 15 ] |
| 1º ottobre 2018 | Mirco Tomassoni Luca Santolini              | Francesco Ubertini         | Rettore dell'Università degli Studi di Bologna                                   | [ 16 ] |
| 1º aprile 2018  | Stefano Palmieri Matteo Ciacci              | Paolo Mieli                | Ex direttore del Corriere della Sera                                             | [ 17 ] |
| 1º ottobre 2017 | Matteo Fiorini Enrico Carattoni             | Vincenzo Boccia            | Presidente di Confindustria                                                      | [ 18 ] |
| 1º aprile 2017  | Mimma Zavoli Vanessa D'Ambrosio             | George William Vella       | Ministro degli affari esteri di Malta                                            | [ 19 ] |
| 1º ottobre 2016 | Marino Riccardi Fabio Berardi               | Antoni Martí               | Capo del governo del Principato di Andorra                                       | [ 20 ] |
| 1º aprile 2016  | Gian Nicola Berti Massimo Andrea Ugolini    | Antonio Patuelli           | Presidente dell'ABI                                                              | [ 21 ] |
| 1º ottobre 2015 | Lorella Stefanelli Nicola Renzi             | Marin Mrčela               | Presidente del GRECO                                                             | [ 22 ] |
| 1º aprile 2015  | Andrea Belluzzi Roberto Venturini           | Giuseppe Sala              | Commissario unico di Expo 2015                                                   | [ 23 ] |
| 1º ottobre 2014 | Gianfranco Terenzi Guerrino Zanotti         | Pierbattista Pizzaballa    | Custode di Terra Santa                                                           | [ 24 ] |
| 1º aprile 2014  | Valeria Ciavatta Luca Beccari               | Dean Spielmann             | Presidente della Corte europea dei diritti dell'uomo                             | [ 25 ] |
| 1º ottobre 2013 | Anna Maria Muccioli Gian Carlo Capicchioni  | Aurelia Frick              | Ministro degli esteri del Liechtenstein                                          | [ 26 ] |
| 1º aprile 2013  | Antonella Mularoni Denis Amici              | Ban Ki-moon                | Segretario generale delle Nazioni Unite                                          | [ 27 ] |
| 1º ottobre 2012 | Teodoro Lonfernini Denise Bronzetti         | Taleb Rifai                | Segretario generale dell'Organizzazione Mondiale del Turismo                     | [ 28 ] |
| 1º aprile 2012  | Italo Righi Maurizio Rattini                | Thorbjørn Jagland          | Segretario generale del Consiglio d'Europa                                       | [ 29 ] |
| 1º ottobre 2011 | Gabriele Gatti Matteo Fiorini               | Renato Brunetta            | Ministro per la semplificazione e la pubblica amministrazione                    | [ 30 ] |
| 1º aprile 2011  | Maria Luisa Berti Filippo Tamagnini         | Marc Perrin De Brichambaut | Segretario generale dell'OCSE                                                    | [ 31 ] |
| 1º ottobre 2010 | Giovanni Francesco Ugolini Andrea Zafferani | Pier Luigi Vigna           | Ex Procuratore nazionale antimafia                                               | [ 32 ] |
| 1º aprile 2010  | Marco Conti Glauco Sansovini                | Letizia Moratti            | Sindaco di Milano                                                                | [ 33 ] |
| 1º ottobre 2009 | Francesco Mussoni Stefano Palmieri          | Jacques Diouf              | Direttore generale della FAO                                                     | [ 34 ] |
| 1º aprile 2009  | Massimo Cenci Oscar Mina                    | Franco Frattini            | Ministro degli Affari Esteri                                                     | [ 35 ] |
| 1º ottobre 2008 | Assunta Meloni Ernesto Benedettini          | Ann Veneman                | Direttore esecutivo dell'Unicef                                                  | [ 36 ] |
| 1º aprile 2008  | Rosa Zafferani Federico Pedini Amati        | Giancarlo Michellone       | Responsabile del gruppo di ricerca industriale di Confindustria                  | [ 37 ] |
| 1º ottobre 2007 | Mirko Tomassoni Alberto Selva               | Staffan de Mistura         | Rappresentante speciale del Segretario generale dell'ONU per l'Iraq              | [ 38 ] |
| 1º aprile 2007  | Alessandro Rossi Alessandro Mancini         | Gabriella Battaini Dragoni | Coordinatore del Consiglio d'Europa per il dialogo interculturale                | [ 39 ] |
| 1º ottobre 2006 | Antonio Carattoni Roberto Giorgetti         | Giancarlo Mazzuca          | Direttore editoriale del Quotidiano Nazionale                                    | [ 40 ] |
| 1º aprile 2006  | Gianfranco Terenzi Loris Francini           | Monica Maggioni            | Giornalista RAI                                                                  | [ 41 ] |
| 1º ottobre 2005 | Claudio Muccioli Antonello Bacciocchi       | Luciano Canfora            | Storico e filologo                                                               | [ 42 ] |
| 1º aprile 2005  | Fausta Morganti Cesare Gasperoni            | Luigi Maria Verzé          | Fondatore dell'ospedale San Raffaele                                             | [ 43 ] |
| 1º ottobre 2004 | Giuseppe Arzilli Roberto Raschi             | Ibrahim Faltas             | Custode della Basilica della Natività di Betlemme                                | [ 44 ] |
| 1º aprile 2004  | Paolo Bollini Marino Riccardi               | Sergio Billè               | Presidente di Confcommercio                                                      | [ 45 ] |
| 1º ottobre 2003 | Giovanni Lonfernini Valeria Ciavatta        | Alberto Rigotti            | Imprenditore e finanziere                                                        | [ 46 ] |
| 1º aprile 2003  | Pier Marino Menicucci Giovanni Giannoni     | Francesco Cossiga          | Ottavo Presidente della Repubblica Italiana                                      | [ 47 ] |
| 1º ottobre 2002 | Mauro Chiaruzzi Giuseppe Maria Morganti     | Stefano Parisi             | Direttore generale di Confindustria                                              | [ 48 ] |